# Gerd Schwickert
Gerd Schwickert (* 14. August 1949; † 22. November 2022) war ein deutscher Fußballspieler und -trainer.

## Spielerkarriere
Gerd Schwickert spielte von 1974 bis 1976 für den 1. FSV Mainz 05 und von 1976 bis 1983 beim FC 08 Homburg und bestritt insgesamt 209 Spiele in der 2. Bundesliga, in denen er 33 Tore erzielte. Anschließend war er von 1983 bis 1986 beim SV Neckargerach aktiv.

## Trainerlaufbahn
Nach dem Ende seiner Spielerkarriere wurde Schwickert Geschäftsführer beim FC Homburg und sprang im Mai 1987 zunächst bis zum Saisonende als Interimstrainer ein. Später war er zwei Mal jeweils für kurze Zeit – nach den Entlassungen der zwischenzeitlichen Trainer Uwe Klimaschefski und Slobodan Čendić – als Trainer in Homburg tätig. Von Juli 1990 bis August 1992 war Schwickert dann durchgehend als Cheftrainer des FC Homburg beschäftigt. Später arbeitete Gerd Schwickert in der Regionalliga als Trainer beim FC Augsburg, von 2000 bis November 2002 beim SV Wehen 1926 (dem heutigen SV Wehen Wiesbaden) sowie bei der SV Elversberg (April 2003 bis April 2004). Nach Beendigung seiner Trainerlaufbahn war er als Scout beim Bundesligisten SC Freiburg tätig.

## Einsätze
- FSV Mainz 05
   51 Spiele   2 Tore
- FC Homburg
    158 Spiele  31 Tore